# David González (hiszpański piłkarz)
David González Plata "Nono" (ur. 28 maja 1991 w Badajoz) – hiszpański piłkarz, występujący na pozycji pomocnika w Koronie Kielce.

## Kariera piłkarska
Wychowanek Rayo Vallecano, występował głównie w rezerwach tego zespołu w Segunda División B. Następnie, reprezentował barwy klubów: UD Almeria B, UCAM Murcia, AD Alcorcón, Extremadura UD, CD Tenerife oraz UD Ibiza. 8 grudnia 2022 podpisał kontrakt z Koroną Kielce, obowiązujący do 30 czerwca 2024.